# Anthony Franciosa
Anthony George Papaleo, Jr., conocido artísticamente como Anthony Franciosa o Tony Franciosa (Nueva York, 25 de octubre de 1928-Los Ángeles, 19 de enero de 2006), fue un actor de cine y televisión estadounidense.

## Biografía y carrera
De familia de origen italiano, fue criado por su madre y su tía. En honor a su madre adoptó el nombre de esta, Franciosa, como apellido artístico. 
En 1948 comienza su carrera artística incorporándose a la compañía Cherry Lane Theatre. De su época teatral logró su mayor éxito protagonizando la obra A Hatful of Rain, por la que fue nominado a los Premios Tony. En 1957 cuando la obra fue llevada al cine, repitió el papel y consiguió una nominación al Óscar. 
Durante los años 50 y 60 vive sus mejores momentos como actor: interviene en películas importantes como Un rostro en la multitud (1957) de Elia Kazan, con Patricia Neal, y El largo y cálido verano (1958) compartiendo plantel con Paul Newman y Orson Welles. 
Otros filmes destacados fueron: Desnuda frente al mundo (1961) con Gina Lollobrigida y Ernest Borgnine, Periodo de ajuste junto con Jane Fonda, En busca del amor con Ann Margret y Caroline Lyne, The Drowning Pool (Con el agua al cuello) con Paul Newman y Joanne Woodward y Río Conchos del director Gordon Douglas y donde compartía protagonismo con Richard Boone, Stuart Whitman y Jim Brown. 
De especial interés para el público hispano es su interpretación del pintor Francisco de Goya en el bio-epic sobre su vida titulado La maja desnuda, donde compartía cartel con Ava Gardner que encarnaba a la Duquesa de Alba.
En los 70 fue apareciendo menos en la pantalla grande y más en la pantalla de televisión. Apareció en la serie El Mayor espectáculo del mundo de la cadena ABC, en Breaking Point, El día de San Valentín, El nombre del juego y Matt Helm. En la década de los ochenta trabaja en la serie de Aaron Spelling Buscador de Amores perdidos.
En el ámbito personal Franciosa se casó cuatro veces y tuvo tres hijos, su esposa más famosa fue la actriz Shelley Winters.

## Premios y distinciones
Premios Óscar
| Año  | Categoría   | Película                    | Resultado |
| ---- | ----------- | --------------------------- | --------- |
| 1958 | Mejor actor | Un sombrero lleno de lluvia | Nominado  |

Festival Internacional de Cine de Venecia
| Año  | Categoría                       | Película                    | Resultado |
| ---- | ------------------------------- | --------------------------- | --------- |
| 1957 | Copa Volpi al mejor actor       | Un sombrero lleno de lluvia | Ganador   |
| 1957 | Premio New Cinema - Mejor actor | Un sombrero lleno de lluvia | Ganador   |